# José María Garrido Mendivil
José María Garrido Mendivil fue un abogado y político peruano. 
Estudió letras y filosofía en la Universidad de San Antonio Abad en los años 1910. Mediante Decreto de fecha 15 de mayo de 1931 durante el gobierno del Presidente David Samanéz Ocampo se reinstauró la Corte Superior de Tacna que había sido suprimida por Luis Miguel Sánchez Cerro en 1930 luego de la reincorporación de ese departamento al Perú. Los vocales nombrados en esta ocasión fueron los Doctores Miguel Ángel Cornejo, elegido presidente, Aurelio Sánchez Herrera, Enrique López Albújar, José Garrido Mendivil y Eduardo Arrisueño y, como fiscal, el Doctor Juan Bautista Velasco.
Fue elegido diputado por el departamento del Cusco en 1950 con 12824 votos en las Elecciones de 1950 en los que salió elegido el General Manuel A. Odría quien ejercía el poder desde 1948 cuando encabezó un golpe de Estado contra el presidente José Luis Bustamante y Rivero. Durante su gestión, presentó el proyecto de ley que propuso la creación de la provincia de Ferreñafe en 1951.